# Joachim Wtewael
Joachim Anthonisz. Wtewael (Utrecht, h. 1566 - Utrecht, 1 d'agost de 1638) va ser un pintor holandès del manierisme que en la seva maduresa es va aproximar tímidament cap al naturalisme sota la influència de Caravaggio.

## Vida i obra

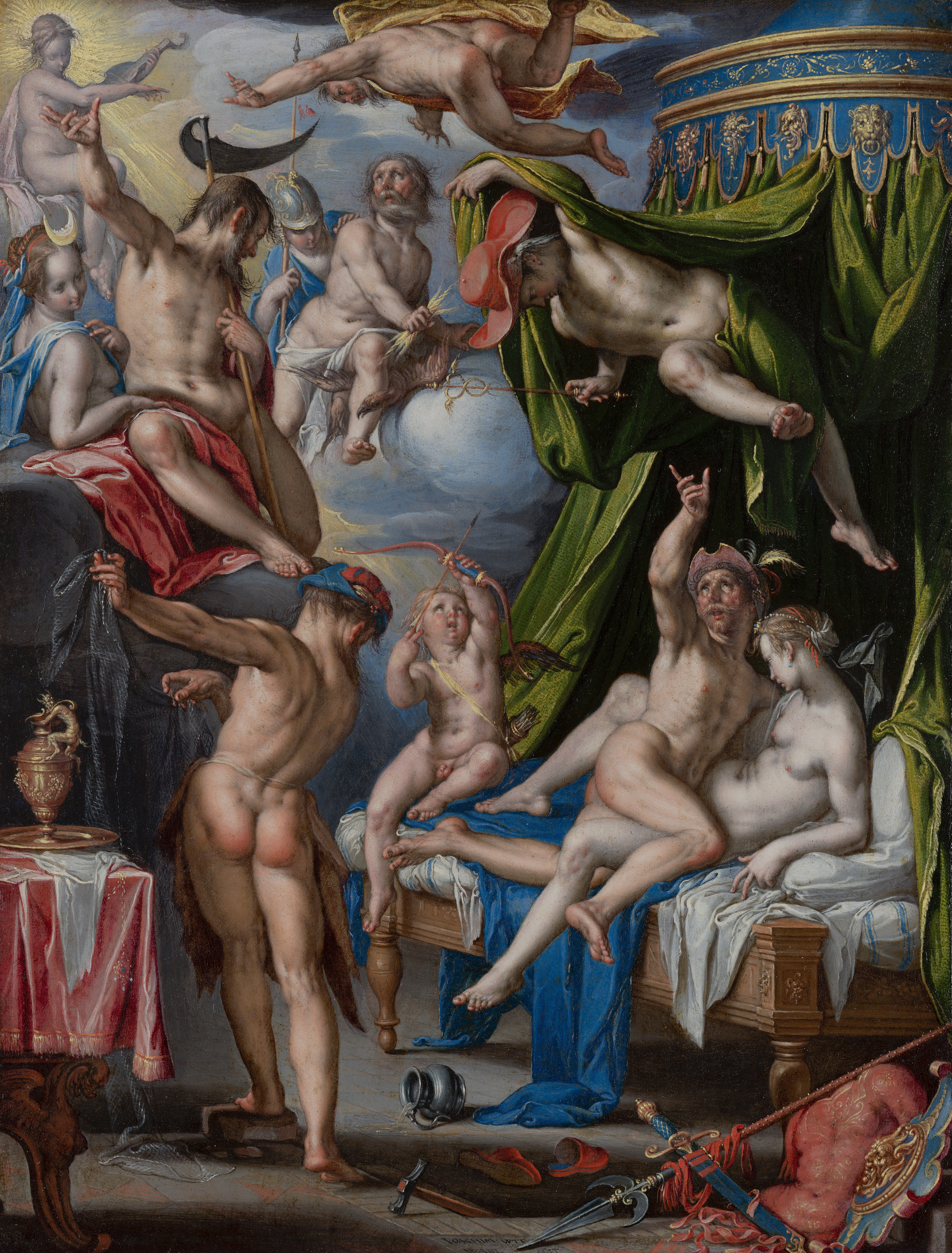
Venus i Mart sorpresos per Vulcà (Mauritshuis de La Haia)

Fill d'un artesà de vidres pintats, neix cap a 1566 a Utrecht, localitat dels actuals Països Baixos que llavors s'englobava als Països Baixos espanyols. Per aquest motiu s'inclou Wtewael tant a l'Escola flamenca del segle xvi com a l'Escola Holandesa de principis del XVII.
Es va formar sota el corrent del manierisme, dominant a l'època, del qual Hendrick Goltzius era un dels principals valedors. Aquest estil, d'origen italià, era principalment conegut als Països Baixos per fonts indirectes, com gravats procedents d'Itàlia i obres de Bartholomeus Spranger, que treballava a Praga. Això ajuda a explicar que resultés estèticament extravagant i de qualitat desigual, comparat amb el manierisme italià genuí.
Cap a 1586 Wtewael va viatjar a Venècia per a conèixer l'obra de Tintoretto; uns dos anys després va passar per França i consta que va retornar a la seva terra el 1592.
La producció de l'artista, en aquell moment, és d'un manierisme molt marcat: figures allargades a l'estil de Parmigianino i Tintoretto, amb caps menuts i mans de dits llargs en gests amanerats. El color és antinatural, subjectiu i capritxós, molt variat en tons, i s'aplica amb pinzellades metòdiques buscant un esmaltat acabat. Wtewael es va especialitzar en petits formats per a la noblesa i el col·leccionisme, deixant els grans formats per a esglésies.
Exemples d'això són La Sagrada Família amb àngels i sants del Museu Thyssen-Bornemisza (c. 1606-1610) i Andrómeda i Perseo del Louvre (1611). El 1606 es va publicar una sèrie de tretze gravats, Thronum Iustitiae, dissenyats per Wtewael i realitzats per Willem van Swanenburg I.
En certa manera com Abraham Bloemaert, encara que en un menor grau, Wtewael es va mantenir atent al naturalisme tenebrista en la seva etapa madura. Es va allunyar parcialment del manierisme radical i, gràcies a alguns artistes joves que seguien Caravaggio es va apropar al nou tenebrisme. Mantenint el seu gust pels bons acabats i les escenes elaborades va introduir tipus físics més rústics i un color una mica més natural. Exemple d'això és L'adoració dels pastors del Museu del Prado (1625), creguda antigament de Rembrandt. Una altra versió del mateix tema, tractada de forma una mica diferent i considerada anterior, ha estat adquirida pel Museu Legion of Honor de San Francisco.

## Galeria d'obres

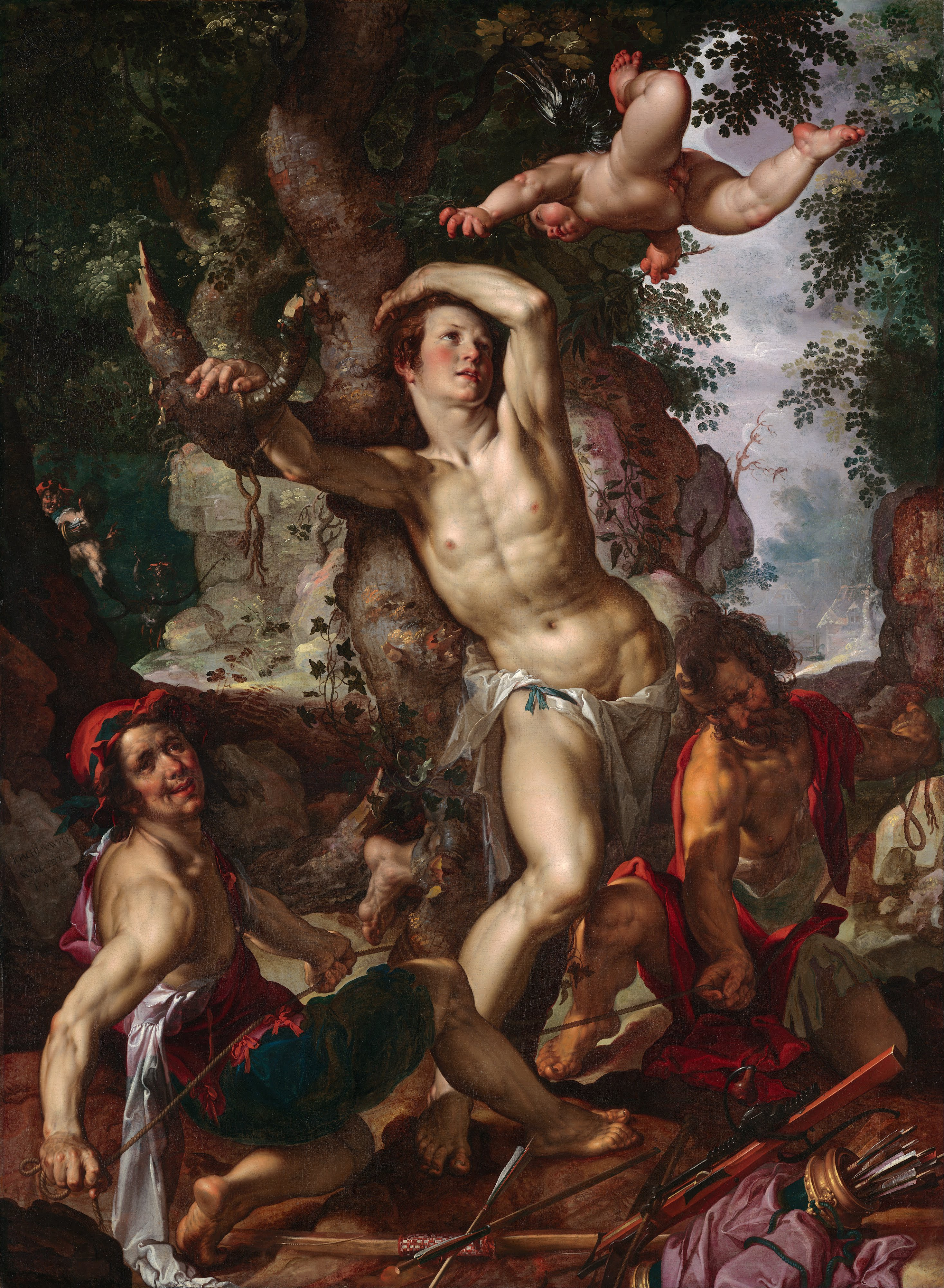
Martiri de Sant Sebastià, 1600 (Museu Nelson-Atkins de Kansas City)
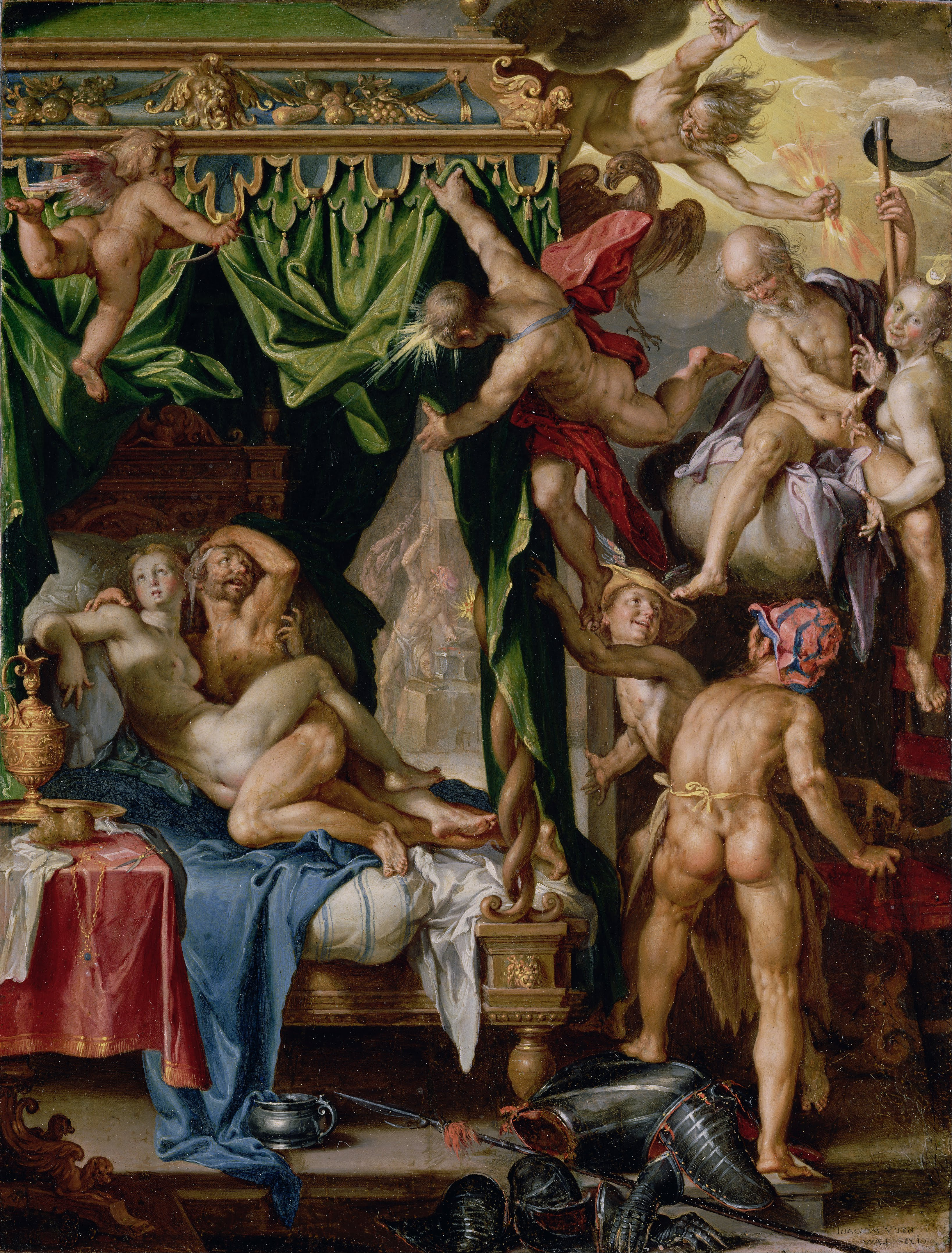
Venus i Mart descoberts pels déus, 1604 (Getty Center de Los Angeles)
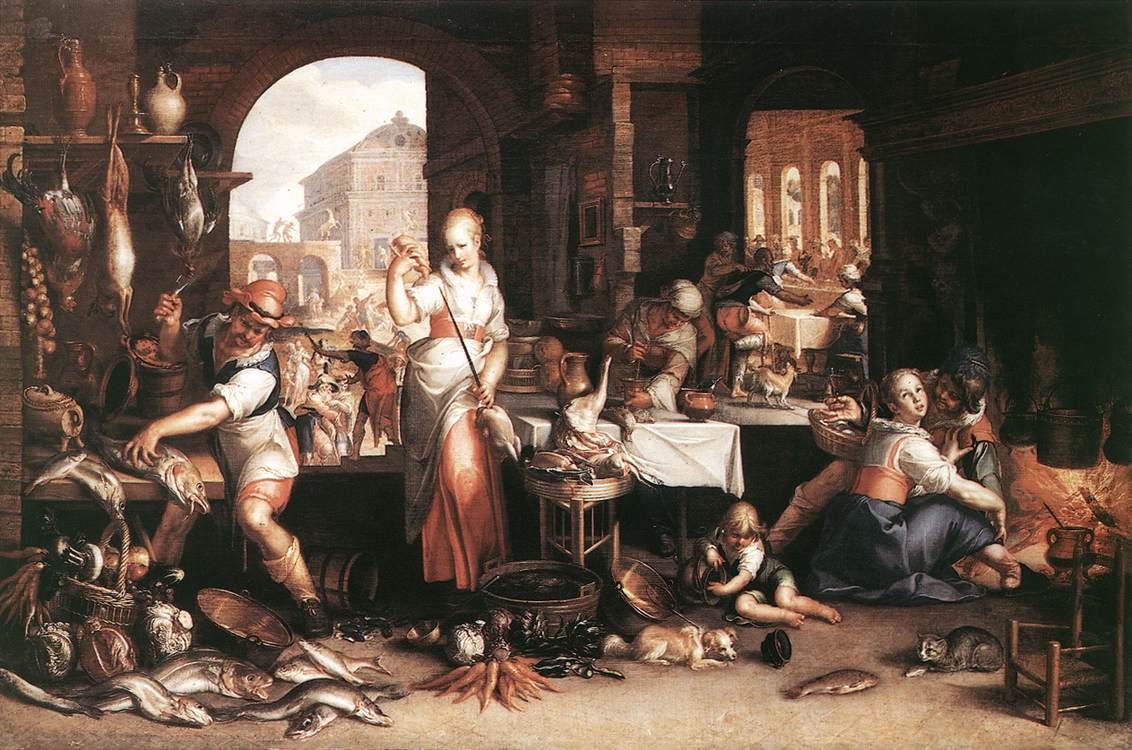
Escena de cuina, 1604
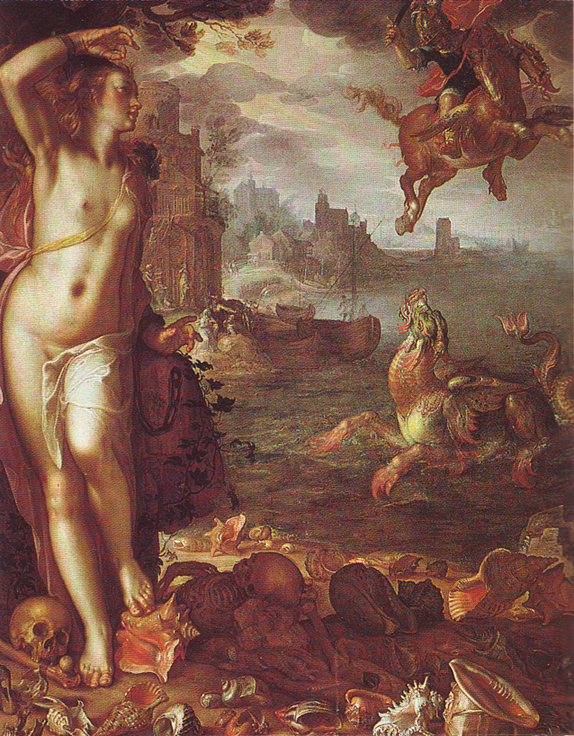
Andrómeda alliberada per Perseo, 1611 (Louvre de París)